# ノーフォーク国際空港
ノーフォーク国際空港（ノーフォークこくさいくうこう、英語: Norfolk International Airport）は、アメリカ合衆国バージニア州ノーフォークにある国際空港。ノーフォークのダウンタウンから北東へ約10kmに立地する。

## 施設
空港の敷地面積は526haである。ターミナルにはコンコースA（ゲートA1からA15）とコンコースB（ゲートB16からB30）がある。国際線はA1に発着するが2021年の時点で国際線の運航はなかった。

## 就航路線
| 航空会社                   | 就航地 |
| -------------------------- | --- |
| デルタ航空                 | アトランタ、デトロイト                                                                                     |
| デルタ・コネクション       | ニューヨーク（ラガーディア）、デトロイト、ニューヨーク (JFK)、ミネアポリス、シンシナティ                   |
| アメリカン航空             | ダラス |
| アメリカン・イーグル       | ダラス、マイアミ                                                                                           |
| ユナイテッド航空           | シカゴ・オヘア、デンバー                                                                                   |
| ユナイテッド・エキスプレス | シカゴ（オヘア）、ダレス                                                                                   |
| サウスウエスト航空         | ボルチモア、シカゴ (ミッドウェー)、ジャクソンビル、ラスベガス [季節運航]、ナッシュビル、オーランド、タンパ |
| フロンティア航空           | デンバー、マイアミ、オーランド                                                                             |
| アレジアント航空           | フォートローダーデール、ジャクソンビル、オーランド・サンフォード                                           |
| ブリーズ航空               | ピッツバーグ、コロンバス、タンパ、ニューオーリンズ                                                         |

### 貨物便
- DHLアビエーション
- フェデックス・エクスプレス
- UPS航空（運航はマウンテン・エア・カーゴ）
- アメリカ合衆国郵便公社